# 受動免疫
受動免疫（じゅどうめんえき、英: passive immunity）とは個体から他の個体へと既存の抗体の形で活性液性免疫を導入することである。自然条件下では、受動免疫は母体抗体を胎盤（臍帯）あるいは初乳を介して胎児へ移行する時に認められる。特定の病原体や毒素に特異的な高レベルの抗体（ヒト、ウマなど動物から得られる）の抗体を、血液製剤を通じて非免疫個体へと導入することで、受動免疫は人為的に誘導することが可能である。受動免疫療法（免疫グロブリン療法や抗血清療法など）は、感染の危険が高く自身の免疫応答では抗体を産生するのに十分な時間がない場合、あるいは免疫不全症の症状を軽減する場合に利用される。

## 自然獲得
母児免疫（ぼじめんえき）は、自然獲得される受動免疫の一種であり、母親によって胎児または乳児に移行する抗体媒介性免疫を指す。移行抗体（いこうこうたい、英: maternal antibody、MatAb）は、母体から胎児あるいは新生児に世代間を垂直的に移行する抗体を指す。これは主に免疫グロブリンG（IgG）より構成され、哺乳類では胎盤や母乳栄養を通じて、鳥類では卵黄嚢を介して移行する。
ヒトの場合、移行抗体は胎盤細胞上のFcRn受容体によって胎盤を通過して胎児に伝えられる。これは主に妊娠後期（妊娠第三期）に発生するため、早産児では減少することがよく見られる。免疫グロブリンG（IgG）は、ヒトの胎盤を通過できる唯一の抗体アイソタイプであり、体内に存在する5種類の抗体の中で最も一般的な抗体である。IgG抗体は、胎児を細菌やウイルス感染から保護する働きがある。結核、肝炎、ポリオ、百日咳などの新生児の病気を予防するために、出生直後に予防接種が必要となることがよくあるが、母体のIgGは生後1年間を通じてワクチンの防御反応の誘導を阻害することがある。この効果は通常、追加免疫に対する二次応答によって克服される。移行抗体は、ポリオや百日咳などの他の病気よりも、麻疹（はしか）、風疹、破傷風などの一部の病気を効果的に予防する。母体の受動免疫は即時的な保護をもたらすものの、母体のIgGを介した保護は通常1年までしか持続しない。
受動免疫は、初乳や母乳を通じて提供され、含まれているIgA抗体を乳児の腸に移行することで、新生児が自分の抗体を合成できるようになるまでの間、病気の原因となる細菌やウイルスに対する局所的な防御として働く。IgAによる保護は母乳育児の期間に依存しており、これが世界保健機関（WHO）が少なくとも生後2年は母乳育児を推奨している理由の一つである。
ヒト以外にも、霊長類やウサギ目（ウサギやノウサギを含む）など、出生前に移行抗体を導入する種がある。これらの種の中には、IgGと同様にIgMも胎盤を越えて移行するものがある。他のすべての哺乳動物種は、主としてあるいは単独で、移行抗体を出産後に乳汁を介して移行する。反芻類では初乳により移行する。ウシでは初乳中の移行抗体の吸収能力は生後24時間以内で100%であり、ブタでは生後0~3時間では100%、3~9時間では50%である。これらの種では、新生児の腸は生後数時間から数日の間、IgGを吸収することができる。ただし、一定期間が経過すると、新生児は母体IgGを腸から吸収することができなくなり、この現象は「腸管閉鎖（gut closure）」と呼ばれている。新生児の動物が腸管閉鎖の前に十分な量の初乳を受け取らなかった場合、一般的な病気と戦うのに十分な量の母体IgGが血液中に存在しない。この症状は受動免疫移行不全と呼ばれている。これは、新生児の血液中のIgG量を測定することで診断され、免疫グロブリンの静脈内投与によって治療される。治療しなければ致命的となる可能性がある。
獣医学において、感染症の種類によっては移行抗体による感染症予防を期待して、親動物にワクチン接種することがある（ニューカッスル病、鶏脳脊髄炎など）。

## 人為的獲得
人為的に獲得された受動免疫は、抗体の移行によって達成される短期的な免疫であり、ヒトまたは動物の血漿や血清、静脈内（IVIG）または筋肉内（IG）用に貯蔵されたヒト免疫グロブリン、免疫を受けたドナーや病気から回復したドナーからの高力価ヒトIVIGやIG、およびモノクローナル抗体（MAb）など、いくつかの形態で投与することができる。低ガンマグロブリン血症などの免疫不全疾患の場合、病気を予防するために受動的移行が行われる。また、これはいくつかの種類の急性感染症や中毒の治療にも使用される。受動免疫で得た免疫は、数週間から3～4ヶ月持続する。また、特に「非ヒト由来」のガンマグロブリン（抗体）による過敏症状や血清病の潜在的な危険性もある。受動免疫では即時に防御されるが、身体に記憶が残らないため、能動免疫またはワクチン接種で獲得しない限り、後で同じ病原体に感染する危険性がある。

### 人為的獲得された動免疫の歴史と用途

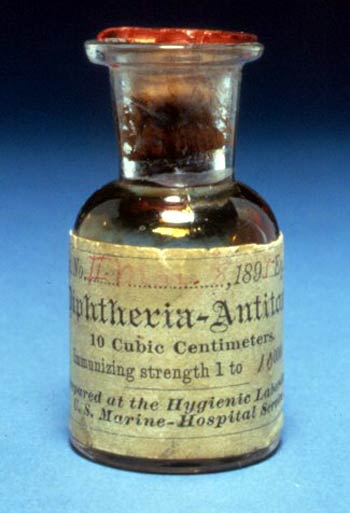
ジフテリア抗毒素のバイアル（1895年）

1888年、エミール・ルーとアレクサンドル・イェルサンは、ジフテリアの臨床効果がジフテリア毒素によるものであることを示し、1890年にエミール・アドルフ・フォン・ベーリングと北里柴三郎がジフテリアと破傷風に対する抗毒素に基づく免疫を発見したことにより、抗毒素は近代治療免疫学の最初の大きな成功となった。柴三郎とフォン・ベーリングは、ジフテリアから回復した動物の血液製剤でモルモットを免疫したことで、他の動物の血液製剤を同じプロセスで熱処理することでヒトのジフテリアを治療できることに気付いた。1896年までに、ジフテリア抗毒素の導入は「急性感染症の治療において19世紀で最も重要な進歩」として歓迎された。
ワクチンや抗生物質が登場する前は、特異的な抗毒素が、ジフテリアや破傷風などの感染症に対する唯一の治療法であることが多かった。免疫グロブリン療法は、サルファ薬（合成抗菌剤）が導入された後でも、1930年代まで重症呼吸器疾患の治療における第一選択治療法であった。

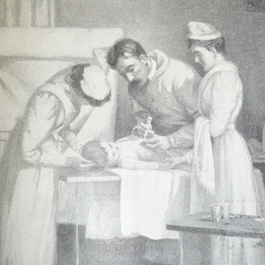
幼児に馬の血清からジフテリア抗毒素を投与している様子が描かれている（1895年）。この画像は、フィラデルフィア医科大学の歴史医学図書館からのものである。

1890年、破傷風の治療に抗体療法が用いられ、免疫を受けた馬の血清を重度の破傷風患者に注射して破傷風毒素を中和し、病気の蔓延を防いだ。1960年代以降、米国では、破傷風の発症と一致する創傷を負ったワクチン未接種または不完全な免疫を持つ患者に、ヒト破傷風免疫グロブリン（TIG）が使用されてきた。ボツリヌス中毒に対する唯一の薬理学的治療法は馬の抗毒素の投与である。抗毒素は異種高力価免疫血清としても知られており、汚染された食品を摂取した人に予防的に投与されることもよくある。IVIG治療は、1970年代のタンポン騒動の際、何人かの毒素性ショック症候群の患者の治療にも成功した。
抗体療法は、ウイルス感染症の治療にも用いられる。1945年、夏季キャンプで流行したA型肝炎感染を、免疫グロブリン治療で防ぐことに成功した。同様に、B型肝炎免疫グロブリン（HBIG）は、B型肝炎の感染を効果的に予防する。A型およびB型肝炎の抗体予防は、ワクチンの導入によってほぼ代替されたが、感染後および流行地域への渡航前には抗体予防が必要である。
1953年、インドのマドラスで発生した天然痘の蔓延防止にヒトワクシニア免疫グロブリン（VIG）が使用され、現在も天然痘ワクチン接種から生じる合併症の治療に引き続き使用されている。麻疹（はしか）の予防は通常、ワクチン接種によって導入されるが、暴露時に免疫予防的に治療されることが多くある。狂犬病の感染予防には、なおワクチンと免疫グロブリンの両方の治療が必要である。
1995年にコンゴ民主共和国で流行したエボラ出血熱では、有効な予防法がなかったため、回復した患者の全血と抗エボラ抗体を含む全血を使用して8人の患者を治療した。最近、2013年に、アフリカで流行したエボラ出血熱で治療法が発見された。典型的なエボラ出血熱の死亡率が80％であるのに対し、感染者8名のうち死亡したのは1名のみで、これは抗体治療が生存に寄与している可能性を示唆している。免疫グロブリンは、単純ヘルペスウイルス（HSV）、水痘帯状疱疹ウイルス、エプスタイン・バール・ウイルス（EBV）、サイトメガロウイルス（CMV）の再活性化の予防と治療の両方に使用されている。

### FDA認可の免疫グロブリン
現在、米国FDAは、次の免疫グロブリンを感染症の予防と免疫療法に使用することを認めている。
| 疾患                       | 製品形態        | 供給源   | 用途 |
| -------------------------- | --------------- | -------- | --- |
| ボツリヌス中毒症           | 特異的ウマIgG   | ウマ     | 創傷および食物媒介型のボツリヌス症の治療、乳児ボツリヌス症には、ヒトボツリヌス免疫グロブリン（BabyBIG）を使用する。 |
| サイトメガロウイルス (CMV) | 高力価免疫IVIG  | ヒト     | 腎移植患者で最も多く使用される予防薬。                                                                              |
| ジフテリア                 | 特異的ウマIgG   | ウマ     | ジフテリア感染症の治療。                                                                                            |
| A型肝炎, 麻疹              | 貯蔵ヒトIg      | ヒト血清 | A型肝炎や麻疹の感染予防、先天性または後天性免疫不全症の治療。                                                       |
| B型肝炎                    | B型肝炎Ig       | ヒト     | 曝露後の予防、高リスク乳児における予防（B型肝炎ワクチンとの併用）。                                                 |
| ITP, 川崎病, IgG欠乏       | 貯蔵ヒトIg      | ヒト血清 | ITPおよび川崎病の治療、IgG欠乏症に伴う日和見感染の予防/治療。                                                       |
| 狂犬病                     | 狂犬病Ig        | ヒト     | 曝露後の予防（狂犬病ワクチンを投与）。                                                                              |
| 破傷風                     | 破傷風Ig        | ヒト     | 破傷風感染症の治療。                                                                                                |
| ワクシニア                 | ワクシニアIg    | ヒト     | 湿疹や眼球型を含む進行性ワクシニア感染症の治療（通常、免疫不全患者の天然痘ワクチン接種に起因する）。                |
| 水痘 (水疱瘡)              | 水痘-帯状疱疹Ig | ヒト     | 高リスク患者における曝露後の予防。                                                                                  |

1. ↑   

特異的/未記載: 高免疫グロブリンまたは抗毒素。貯蔵: 通常の供給源からの混合Igで、通常ヒト免疫グロブリンとも呼ばれる。

## 細胞性免疫の受動的移行
受動的な体液性免疫の唯一の例外は、細胞性免疫の受動的移行であり、成熟した循環リンパ球の移行を伴う養子免疫（英: adoptive immunity）とも呼ばれる。これは、ヒトではほとんど使用されず、組織適合性のある（一致した）ドナーを必要するが、そのドナーを見つけるのはしばしば困難で、移植片対宿主病の深刻なリスクを伴う。この技術は、ある種の癌や免疫不全を含む特定の病気を治療するためにヒトに使用されている。しかし、この特殊な形の受動免疫は、免疫学の分野の実験室で「コンジェニック」と呼ばれる、組織適合性のある意図的に近交系のマウス系統間で免疫を移すために最もよく使用される。

## 長所と短所
受動免疫に対する個人の免疫応答は「ワクチンよりも速く」、そして「免疫に応答しない」個人に、多くの場合は数時間から数日以内に免疫を植え付けることができる。母乳育児は、受動的免疫力を付与するだけでなく、アレルギーや肥満のリスクを低減するなど、乳児の健康に他の永続的で有益な効果をもたらす。
受動免疫の短所は、実験室で抗体を生産することは高価であり、行うのが難しいことである。感染症の抗体を生産するためには、おそらく数千人ものヒトドナーから血液を提供してもらうか、免疫動物の血液を採取して抗体を作る必要がある。動物からの抗体で免疫を受けた患者は、免疫動物に由来するタンパク質によって血清病を発症し、重篤なアレルギー反応を発症する可能性がある。抗体治療は時間がかかる可能性があり、静脈注射（IV）で行われるが、ワクチン接種や注射は抗体治療よりも時間がかからず、合併症のリスクも少なくなる。受動免疫は効果的であるが、短時間しか持続しない。

## 参照項目
- 能動免疫（適応免疫とも呼ぶ）
- 免疫 (医学)
- 抗毒素
- 抗血清
- 免疫グロブリン療法
- 高免疫グロブリン